# Henriette-Lucy Dillon
Henriette-Lucy Dillon (25 de febrero de 1770-2 de abril de 1853), también conocida como Lucie, marquesa de La Tour du Pin-Gouvernet, fue una aristócrata francesa conocida por sus memorias, publicadas en 1906 bajo el título Journal d'une femme de 50 ans, las cuales constituyen un testimonio de primera mano sobre su vida durante el Antiguo Régimen, la Revolución francesa y la corte de Napoleón, finalizando la obra en 1815 con el regreso del emperador de su exilio en Elba.

## Biografía

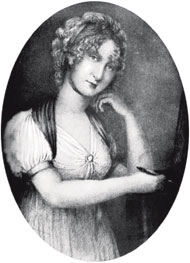
Lucie de la Tour du Pin en su juventud.

Henriette-Lucy nació en Francia, en el seno de una prominente familia militar irlandesa. Fue hija de Arthur Dillon, coronel del Regimiento Dillon, y su primera esposa, Thérèse-Lucy de Rothe.  
Tras la muerte de su madre y el subsecuente traslado de su padre al extranjero, donde volvió a casarse, Lucie vivió en la casa de su abuela, Madame de Rothe, y Arthur Richard Dillon, arzobispo de Narbona, hasta que fue introducida en la corte.  
Contrajo matrimonio en 1787 con el oficial del ejército y diplomático Frédéric, conde de Gouvernet, posteriormente marqués de La Tour-du-Pin, hijo de Jean-Frédéric de la Tour du Pin-Gouvernet, ministro de la guerra. 
Siguiendo los pasos de su madre, Lucie sirvió como aprendiz de dama de compañía de María Antonieta desde los dieciséis años. Durante la Revolución francesa, varios de sus parientes y amistades fueron ejecutados en la guillotina, motivo por el cual huyó de París y se refugió en la propiedad familiar de Le Bouilh, o Saint-André-de-Cubzac, en la región girondina. 
A los veinticuatro años, Lucie partió junto con su esposo al exilio, residiendo a partir de entonces en una granja próxima a Albany. A pesar de que nunca figuraron en la lista oficial de emigrados, Frédéric había estado viviendo oculto hasta su salida de Francia. 
Lucie, quien describió esta etapa como la más feliz de su vida, plasmó en sus memorias la realidad de la posesión de esclavos y las interacciones con las familias holandesas locales, así como la escasa permanencia de nativos americanos en la zona. Al igual que Talleyrand, de quien se hizo cercana durante su exilio, regresó a Francia tras la instauración del Directorio, debido a que su esposo deseaba retomar su carrera en la vida pública y asegurar la fortuna familiar. Lucie logró promover la carrera de su esposo durante el mandato de Napoleón, quien buscaba aristócratas con el fin de otorgar legitimidad a su corte.
El matrimonio partió nuevamente al exilio tras la participación de su hijo Aymar en el complot de María Carolina, duquesa de Berry, en la Vendée en 1831. Aymar huyó de Francia, siendo condenado a muerte en su ausencia y vendiendo la familia sus posesiones poco después. Tras la muerte de su esposo en Lausana en 1837, Lucie se trasladó a Italia, donde murió en 1853.